# Olivier Boscagli
Olivier Maxime Boscagli (Mônaco, 18 de novembro de 1997) é um futebolista profissional monegasco que atua como zagueiro. Atualmente joga no Brighton & Hove Albion.

## Carreira
Olivier Boscagli começou a carreira no Nice.

## Títulos
PSV Eindhoven
- Supercopa dos Países Baixos: 2021, 2023
- Copa dos Países Baixos: 2021–22, 2022–23
- Eredivisie: 2023–24, 2024–25